# Liste der Baudenkmäler in Kleinaitingen
Auf dieser Seite sind die Baudenkmäler in der schwäbischen Gemeinde Kleinaitingen zusammengestellt. Diese Tabelle ist eine Teilliste der Liste der Baudenkmäler in Bayern. Grundlage ist die Bayerische Denkmalliste, die auf Basis des Bayerischen Denkmalschutzgesetzes vom 1. Oktober 1973 erstmals erstellt wurde und seither durch das Bayerische Landesamt für Denkmalpflege geführt wird. Die folgenden Angaben ersetzen nicht die rechtsverbindliche Auskunft der Denkmalschutzbehörde.

## Baudenkmäler nach Ortsteilen

### Kleinaitingen
| Lage                       | Objekt                             | Beschreibung | Akten-Nr.             | Bild           |
| -------------------------- | ---------------------------------- | --- | --------------------- | -------------- |
| Am Kirchberg 1 (Standort)  | Pfarrhaus                          | zweigeschossiger Walmdachbau mit Putzgliederung, nach Plan von Johann Michael Voit, 1829/30. | D-7-72-160-1 Wikidata | Pfarrhaus      |
| Am Kirchberg 36 (Standort) | Katholische Pfarrkirche St. Martin | Saalbau mit eingezogenem Chor und südlichem Turm mit Spitzhelm, Turmunterbau 13. Jahrhundert, 1480 Turmerhöhung, Chorneubau und Langhauserweiterung, 1627 Erweiterung durch Jakob Aschberger, 1733 Erweiterung durch Joseph Meitinger; mit Ausstattung. | D-7-72-160-2 Wikidata | weitere Bilder |